# Polygonanthus amazonicus
Polygonanthus amazonicus är en tvåhjärtbladig växtart som beskrevs av Adolpho Ducke. Polygonanthus amazonicus ingår i släktet Polygonanthus och familjen Anisophylleaceae. Inga underarter finns listade i Catalogue of Life.